# Jábega (revista)
Jábega es una revista cultural española editada por el Centro de Ediciones de la Diputación de Málaga. Fue fundada en 1973 y está dedicada a la historia, la economía, la sociología, la geografía, el arte, etc. relacionados con la provincia de Málaga y Andalucía. Tiene una asiduidad cuatrimestral, es decir, tres números al año.
En 2008 comenzó la digitalización de la revista, por lo que casi todos sus números están disponibles en la red.